# 西紐約
西纽约（英語：West New York）是美國紐澤西州哈德遜縣的一座城鎮，東面隔著哈德遜河與曼哈頓相望。人口約52,000人，是美國人口密度最高的城鎮之一